# 小林市立幸ヶ丘小学校
小林市立幸ヶ丘小学校（こばやししりつ さちがおかしょうがっこう）は、宮崎県小林市南西方にある公立の小学校。

## 概要
歴史
1960年（昭和30年）に小林市立西小林小学校の分校2校（巣之浦・生駒）を統合の上、独立して開校した。2025年（令和7年）に創立65周年を迎える。
校章
桜の花弁を背景にして、中央に校名の頭文字である「幸」の文字を円状に図案化し、「小」の文字を配している。
校歌
1960年（昭和35年）制定。作詞は黒木淳吉、作曲は海老原直による。歌詞は3番まであり、各番の歌詞中に校名の「幸ヶ丘小」が登場する。
校区
「南西三区」。中学校区は小林市立西小林中学校。

## 沿革
前史・巣之浦分校（すのうら）
- 1934年（昭和9年）
  - 10月 - 巣之浦分教場の設置が認可される。
  - 11月 - 巣之浦官行所代所に「西小林尋常高等小学校家庭教育所」が開設される。
- 1941年（昭和16年）
  - 3月 - 家庭教育所を「巣之浦分教場」に改める。
  - 4月1日 - 国民学校令の施行により、「小林町西小林国民学校 巣之浦官行仮分教場」に改称。尋常科を初等科に改める。初等科3年生までを収容。
- 1947年（昭和22年）4月1日 - 学制改革により、「小林町立西小林小学校 巣之浦分校」に改称。4年生までを収容。5・6年生は西小林小学校本校へ通学した。
- 1950年（昭和25年）4月1日 - 小林市の発足により、「小林市立西小林小学校 巣之浦分校」に改称。
- 1960年（昭和35年）3月31日 - 閉校。

前史・生駒分校（いこま）
- 1947年（昭和22年）11月[2] - 「小林町立西小林小学校 生駒分校」を開設。複式3学級（1・2年、3・4年、5・6年）
  - 開拓入植者の子弟を対象に開設された。校区民は戦後、南洋群島、パラオ島、トラック島、満州、朝鮮、台湾などからの引揚開拓入植者および桜島や地元開拓入植者で構成されていた。当初、地区の共同作業場を仮校舎として授業を開始。
- 1949年（昭和24年）- 地区民の奉仕作業により、校地を造成。
- 1950年（昭和25年）4月1日 - 小林市の発足により、「小林市立西小林小学校 生駒分校」に改称。新校舎が完成。
- 1951年（昭和26年）4月 - 校区改定により、新巣之浦地区の児童が小林市立細野小学校から転入。
- 1952年（昭和27年）5月 - 児童寄宿舎が完成。
- 1959年（昭和34年）3月 - 校舎1棟を増築。
- 1960年（昭和35年）3月31日 - 閉校。

統合・幸ヶ丘小学校
- 1960年（昭和35年）
  - 4月1日 - 巣之浦分校と生駒分校が統合の上、「小林市立幸ヶ丘小学校」（現校名）として分離・独立。
  - 4月10日 - 開校式を挙行。この時の児童数は181名。
  - 5月 - PTAが発足。
- 1962年（昭和37年）1月 - 給食を開始。
- 1965年（昭和40年）3月 - 運動場を拡張。
- 1969年（昭和44年）9月 - 生駒児童プールが完成。
- 1977年（昭和52年）3月 - 体育館が完成。
- 1980年（昭和55年）1月 - 山口県下関市立勝山小学校と姉妹校締結。
- 1983年（昭和58年）2月 - 新校舎と給食室が完成。
- 2009年（平成21年）11月15日 - 創立50周年記念式典を挙行。
- 2014年（平成26年）
  - 1月 - 管理棟の耐震補強工事が完了。
  - 8月 - 小林東方学校給食センター化に伴い、ランチルームの改装が完了。

## 交通アクセス
最寄りの鉄道駅
- JR九州 えびの高原線「西小林駅」

最寄りのバス停
- 小林市コミュニティバスのりやいバスおうらい 「生駒」停留所

最寄りの幹線道路
- 宮崎県道・鹿児島県道1号小林えびの高原牧園線（えびのスカイライン）

## 周辺
- 生駒公民館
- 小林市コスモホール
- 生駒高原観光レクリエーションセンター 多目的グラウンド